# Vjačeslav Fetisov
Vjačeslav Aleksandrovič Fetisov (* 20. dubna 1958, Moskva) je bývalý reprezentační hokejista narozený v Sovětském svazu. Byl dlouholetý kapitán "Sborné komandy" a hrál na pozici obránce. Je považován za vůbec nejlepšího obránce všech dob a byl zvolen hokejovou federací IIHF do "Týmu století". V roce 2001 byl také zařazen do Hokejové síně slávy v Torontu. Vynikal skvělým bruslením a na obránce pozoruhodnou produktivitou. Byl členem legendární Green Line spolu s Larionovem, Krutovem, Makarovem a Kasatonovem. Spolu s Larionovem se postavili trenéru Tichonovovi a v podstatě i celému systému, který zakazoval hráčům odcházet do NHL. V NHL hrával za celky New Jersey Devils a Detroit Red Wings.
Od roku 2008 je také předsedou představenstva Kontinentální hokejové ligy (KHL).

## Životopis

### Kariéra a úspěchy v SSSR
V mládí začal hrát za Timirjazevský rajon. V 10 letech se stal členem klubu CSKA Moskva, ve 12 letech povýšil do kategorie juniorů. Za CSKA Moskva v seniorské části hrál od roku 1977–1989. Během této doby se stal 13× mistr SSSR, 3× vyhrál zlatou hokejku, cenu pro nejlepšího hráče Evropy (1984, 1986, 1990). Třikrát byl vyhlášen nejlepším hráčem SSSR (1982, 1986, 1988), 4× získal trofej Leningradskaja-Pravda, cenu pro nejlepšího obránce SSSR (1984, 1986, 1987, 1988) a 9× byl členem prvního All - star teamu (1979, 1980, 1982–1988). Byl členem legendární "Big Five" (tzn. Krutov, Larionov, Makarov, Fetisov, Kasatonov). Proslavili ho i mezinárodní úspěchy. 2× juniorský mistr světa a Evropy. 1× nejlepší obránce MEJ, 2× nejlepší obránce MSJ, 1× člen All star teamu MSJ. Stal se 7× mistr světa, 1× stříbro, 3× bronz. 9× mistr Evropy, 1× stříbro, 1× bronz. 2× olympijský vítěz, 1× stříbro, 1× bronz. 1× vítěz Kanadského poháru, 1× finále, 1× semifinále. V roce 1984 se stal kapitánem SSSR a CSKA Moskva. 5× byl vyhlášen nejlepším obráncem turnaje a 9× členem All - stars teamu mistrovství světa.

### Kariéra v NHL
Když se CSKA Moskva utkala s New Jersey Devils, CSKA vyhrálo 5:0 a Fetisov dal 1 gól. Prohlásil, že je připraven hrát v NHL. Po pádu SSSR ho nakonec uvolnili. Na podzim 1989 odjel hrát za New Jersey. V roce 1995 přestoupil do Detroit Red Wings, kde se v ten samý rok dostal až do finále Stanley cupu. V roce 1997 a 1998 získal Stanley Cup, to už mu bylo 40 let a tak se rozhodl ukončit kariéru. Hrál i 2× NHL All - Stars game (1997, 1998). Od roku 1998–2002 působil jako asistent trenéra v New Jersey Devils. V roce 2000 získal svůj třetí Stanley Cup. V sezóně 2000/01 mohl Stanley Cup získat znova, ale New Jersey ve finále prohráli s Coloradem až po 7. zápase.V roce 2002 byl hlavním trenérem a generálním manažerem ruského týmu na ZOH 2002, kde získal bronz. Když hrál NHL, pokaždé se dostal do play - off. Od roku 2002 – 2008 byl ministr sportu, v roce 2005 vstoupil do Antidopingové agentury, kde je inauguračním předsedou. Byl i prezidentem klubu CSKA Moskva. Od roku 2008 – 2012 byl členem představenstva v KHL. V roce 2009 ve věku 51 let sehrál za CSKA Moskva jeden zápas za zraněného obránce. Na Kanadském poháru 1981 nahrával ve finále na vítězný gól proti Kanadě. Do hokejové síně slávy (Hall of Fame) byl uveden 12. listopadu 2001. Byl zvolen do "Týmu století."

## Individuální ocenění
- Zasloužilý mistr sportu (1978)
- Odznak cti, dvakrát (1978, 1981)
- Řád Rudého praporu práce (1984)
- Leninův řád (1988)
- Řád cti (23. srpna 1998) – za mimořádný přínos k rozvoji národního sportu
- Řád za zásluhy o vlast;
  - 3. třída (4. listopadu 2005) – za mimořádný přínos k rozvoji tělesné kultury a sportu, úspěšný výkon ruského národního týmu na XXVIII Olympiad v Aténách v roce 2004
  - 4. třída (25. srpna 2000) – za jeho velkou osobní přínos k rozvoji ruského hokeje
- Stříbrný olympijský řád MOV (2000)
- Zlatá medaile IIHF (2000)
- Řád přátelství (6. srpen 2007) – za aktivní účast v úsilí o zajištění vítězství použití Soči na pořádání zimních olympijských her XXII a XI paralympijských her v roce 2014
- Zasloužilý pracovník v tělovýchově (16. dubna 2008) – za služby v rozvoji tělesné kultury a sportu
- UNESCO Champion for Sport (2004)
- "Ruský Diamant" (2007) – za jeho služby a úspěchy ve sportu
- vyznamenání "Za zásluhy o Moskevskou oblast" (2008)
- člen Síně slávy IIHF i Hokejové síně slávy v Torontu

## Týmové úspěchy

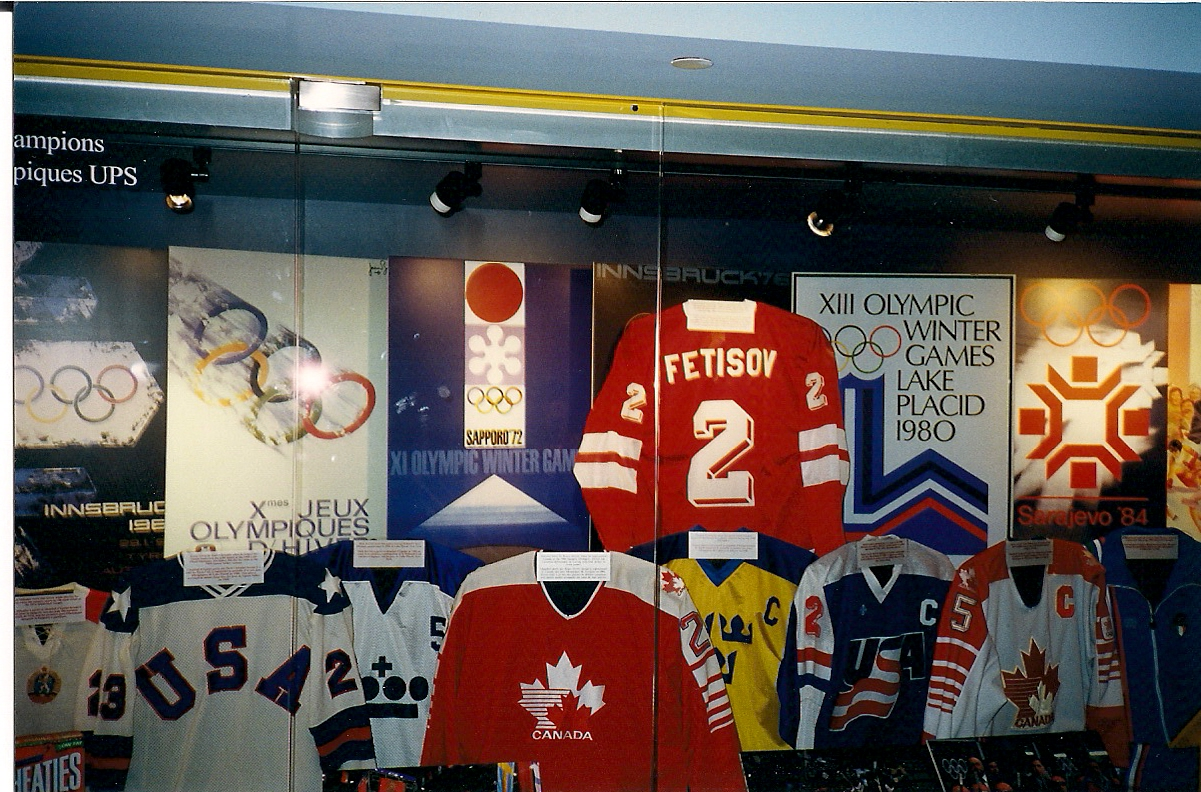
Fetisovův dres ze Zimních olympijských her v roce 1988 v Hokejové síni slávy v Torontu

7× mistr světa (1978,81,82,83,86,89,90) 1× stříbro (1987), 3× bronz (1977,85,91)
9× mistr Evropy (1978,81,82,83,85,86,87,89,91) 1× stříbro(1990), 1× bronz (1977)
3× juniorský mistr světa (1976,77,78), 2× juniorský mistr Evropy (1975,76)
2× olympijský vítěz (1984,88) 1× stříbro (1980), 1× bronz (2002)
vítěz Kanadského poháru (1981), 1× finále (1987), 1× semifinále (1996)
Presidents' Trophy: Detroit Red Wings (1994/95, 1996/97, 1997/98)
Clarence S. Campbell Bowl: Detroit Red Wings (1994/95, 1995/96)
vítěz Stanley Cupu 3× (1997, 1998, 2000)
finále Stanley Cupu 2× (1995, 2001)
14× mistr SSSR (1975,1977–1989), 1× stříbro(1976)
12× mistr evropské hokejové ligy (1978–1989)
Individuální
1× nejlepší obránce MEJ (1976)
2× nejlepší obránce MSJ (1977,78)
1× All - star team MSJ (1978)
3× zlatá hokejka (nejlepší hráč Evropy) (1984,86,90)
3× nejlepší hráč SSSR (1982,86,88)
4× nejlepší obránce SSSR (1984,86–88)
9× člen prvního All-star teamu sovětské ligy (1979,80,82–88)
6× nejlepší obránce mistrovství světa (1978,82,83,85,86,89)
9× člen All - star teamu mistrovství světa (1978,82,83,85,86,87,89,90,91)
1× člen All - star teamu Kanadského poháru (1987)
2× NHL All - Star game (1997,1998)
člen sovětské síně slávy
člen týmu století

## Souhrn ocenění
Během své úspěšné kariéry vyhrál 2× zimní olympijské hry, 7× mistrovství světa, 2× Stanley Cup, 1× Kanadský pohár a 1× juniorské mistrovství světa. Pouze on, Igor Larionov, Joe Sakic a Scott Niedermayer těchto 5 nejvýznamnějších trofejí ledního hokeje vyhráli. Je členem Triple Gold Clubu, jenž sdružuje hráče, kteří vyhráli všechny tři hlavní hokejové turnaje (Stanley Cup, olympijské hry a mistrovství světa).

## Politická kariéra
V letech 2002–2008 byl ruským ministrem sportu.

## Osobní život
Má ženu Ladlenu a dceru Nasťju. V roce 1979 při zájezdu do Nizozemska se těžce zranil a musel vynechat MS 1979, obdobný osud ho potkal i při Kanadském poháru 1984. Při jedné z nehod, zemřel jeho bratr Anatoly, Sláva byl řidič. V roce 1997, po zisku Stanley Cupu měl spolu s Vladimírem Konstantinovem nehodu v limuzíně, Kontantinov skončil na vozíčku, ale Sláva byl ještě schopen hrát, obviněn byl řidič limuzíny. Hned rok na to pro něj získal znova Stanley Cup. Je po něm pojmenována planetka.